# Susanna Okonowski

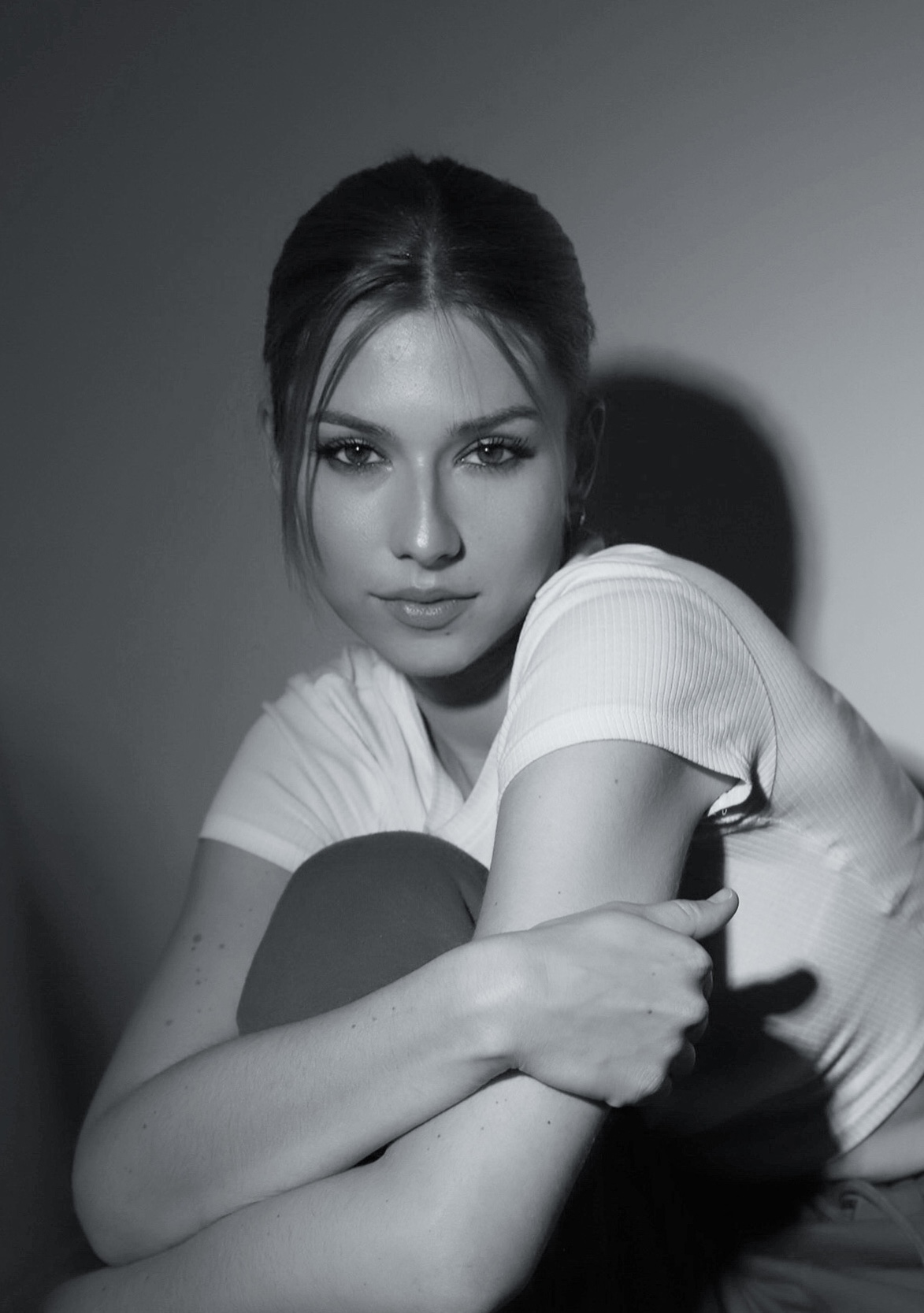
Susanna Okonowski

Susanna Okonowski (* 1992 in Berlin) ist eine deutsche Filmschauspielerin und Sängerin.

## Leben
Susanna Okonowski wurde ab 2016 in Berlin im Studio von Kristiane Kupfer zur Schauspielerin ausgebildet. Davor absolvierte sie eine Jazz-Ausbildung im Fach Gesang und Gitarre. Sie nahm am Vorentscheid „Unser Song 2017“ des Eurovision Song Contests 2017 teil. Ab 2017 spielte sie „Lea Reibitz“ in der Serie Gute Zeiten, schlechte Zeiten. 2021 spielte sie in vier Folgen von Alles was zählt mit. 2023 nahm sie an der 20. Staffel der Castingshow Deutschland sucht den Superstar teil.

## Filmografie (Auswahl)
- 2017–2018: Gute Zeiten, schlechte Zeiten (Fernsehserie, 33 Folgen)
- 2020: Ouroboros (Kurzfilm)
- 2020: Nachtschwestern (Fernsehserie, eine Folge)
- 2021: Alles was zählt (Fernsehserie, 4 Folgen)
- 2023: Deutschland sucht den Superstar (Fernsehsendung, 2 Folgen)
- 2023: Tatort: Borowski und das unschuldige Kind von Wacken